# Força Sindical
A Força Sindical é uma organização sindical brasileira de trabalhadores. Fundada em 1991 pelo sindicalista Luiz Antônio Medeiros. Atualmente seu presidente é o sindicalista Miguel Torres, eleito para um mandato que vai de 2021 até 2025.
A Força Sindical é afiliada à Confederação Sindical Internacional (CSI).

## História
A Força Sindical apareceu em 1991, em oposição à CUT, já existente, e ligada ao Partido dos Trabalhadores (PT).

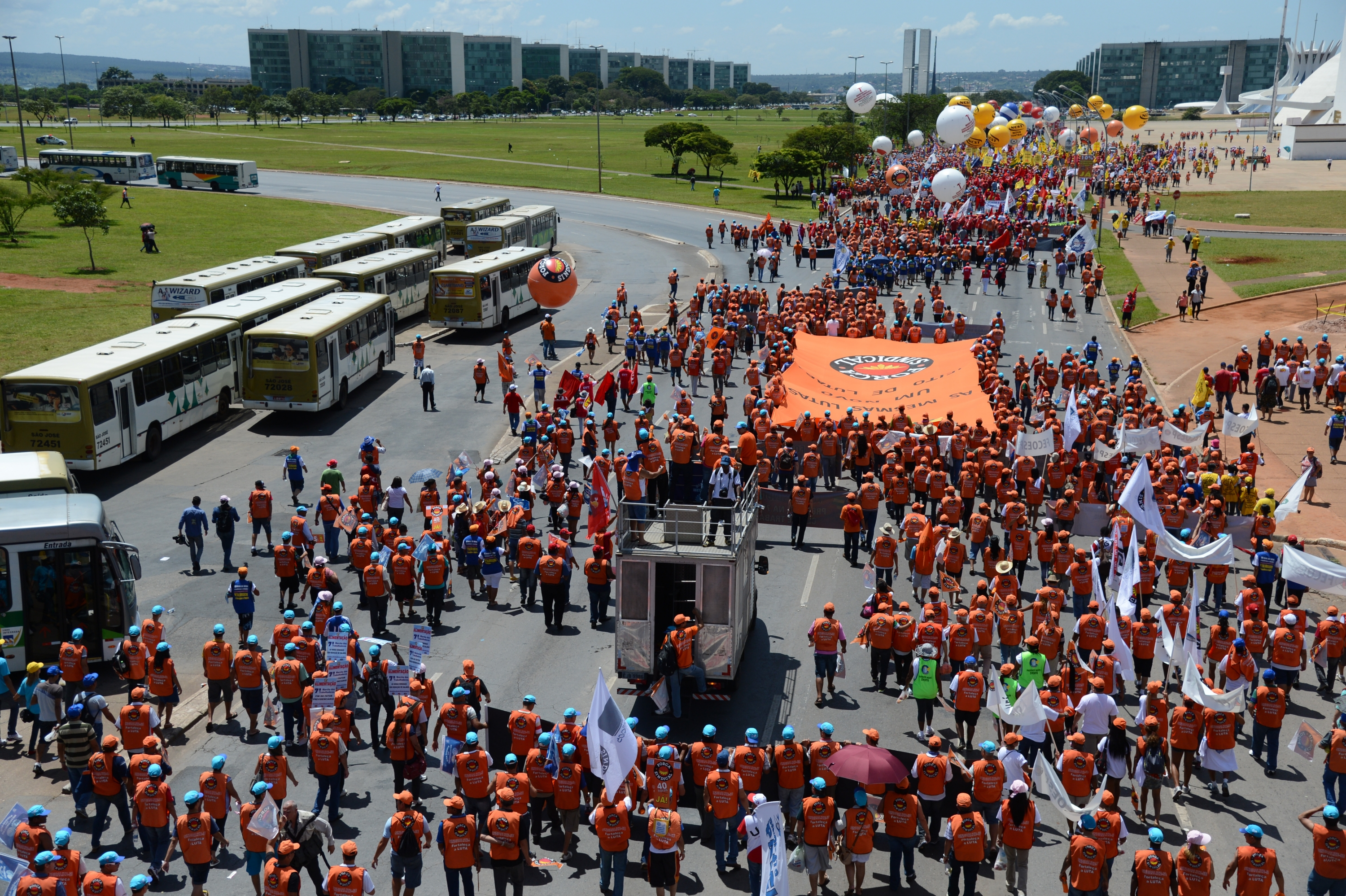
Militantes da Força Sindical na 7ª Marcha a Brasília organizada por diversas centrais sindicais em 2012. Marcello Casal Jr./ABr

### Oposição a prisão do ex-presidente Lula
Em 5 de abril de 2018, a Força Sindical, CTB, UGT, Nova Central e CSB lançaram uma nota de apoio ao ex-presidente Luiz Inácio Lula da Silva, no qual se posiciona contra a prisão do ex-presidente Luiz Inácio Lula da Silva, o apoiando e se solidarizando com ele, no qual disse que considera a "decretação de sua prisão uma medida radical", acusando o Tribunal Regional Federal da 4ª Região de que o "objetivo real do processo do tribunal é tirar o ex-presidente Lula da disputa eleitoral de 2018". Dois diretores da Força Sindical estiveram com o ex-presidente e sugeriram que o petista não se entregue Polícia Federal. Os dirigentes Sergio Reis e João Carlos Gonçalves, o Juruna, estiveram com Lula no Sindicato dos Metalúrgicos de São Bernardo onde o ex-presidente está desde que a sua prisão foi decretada pelo juiz Sergio Moro.
O presidente da Força, Paulo Pereira da Silva, não foi ao encontro, mas mandou oficialmente os dois diretores que falaram em nome da entidade. “Nós nos colocamos à disposição, prestamos solidariedade e também sugerimos que ele resista”, disse o deputado, que não é aliado político do petista. “Fomos prestar minha solidariedade de sindicalista”, acrescentou.
O dirigente da Força lembrou que ele pessoalmente e e a entidade são contra a prisão dos condenados antes do trânsito em julgado até o Supremo.
Em 1 de maio, sete centrais sindicais, dentre elas a Força Sindical organizaram um evento unificado em defesa do ex-presidente preso na Superintendência da Polícia Federal desde 9 de abril. O ato se tornou um aceno pela via sindical de uma aliança do PT com outros partidos de esquerda na eleição de outubro.

### Volta do Imposto sindical
No dia 19 de setembro de 2018, em meio ao "‘toma lá da cá’ das costuras eleitorais", foi cogitado a volta do imposto sindical, aprovado na reforma trabalhista, o principal fiador da volta do imposto sindical é o deputado federal Paulinho da Força (SD-SP), ligado à Força Sindical. O partido dele, o Solidariedade, integra o Centrão ao lado de DEM, PR, PP e PRB, exigiram a criação de um novo modelo de financiamento dos sindicatos para embarcar na pré-candidatura de Geraldo Alckmin à Presidência da República, líderes do bloco se apressaram em informar que o PSDB, que teve papel importante na aprovação da reforma, teria aceitado rever a questão do imposto sindical. Em 20 de setembro, Alckmin se pronunciou em sua conta no Twitter escrevendo que não vai revogar “nenhum dos pontos da reforma trabalhista” e que não havia “plano de trazer de volta a contribuição sindical, ao contrário do que está circulando nas redes”.